# Henry Newbolt
Sir Henry Newbolt (Bilston, 6 giugno 1862 – Londra, 19 aprile 1938) è stato un poeta, scrittore e storico inglese.
Ricoprì inoltre il ruolo di consigliere del governo circa lo studio della lingua e letteratura inglese in Inghilterra. 
È ricordato principalmente per i suoi poemi pattriottici in cui esalta le glorie navali inglesi, tra cui spiccano maggiormente Vitaï Lampada e Drake's Drum.

## Biografia
Henry Newbolt nacque a Bilston, Staffordshire, figlio del pastore Henry Francis Newbolt (1824–1866) e Emily Stubbs (1838-1921). Dopo la morte del padre, si trasferì a Walsall, frequentando la Queen Mary's Grammar School e la Caistor Grammar School. 
Distintosi negli studi, ottenne una borsa di studio per il Clifton College di Bristol, dove connebbe personalità come John Ellis McTaggart, Arthur Quiller-Couch, Roger Fry, William Birdwood e Douglas Haig. 
Terminati gli studi al Clifton College e in seguito al Corpus Christi College di Oxford, ottenne un posto da barrister al Lincoln's Inn dove rimase fino al 1899.
Sposò Margaret Edwina Duckworth (1867-1960), con cui ebbe due figli: Arthur Francis (1893-1966) e Margaret Cecilia (1890-1975). La famiglia Newbolt residette a Kensington sulla Victoria Road fino al 1898.

### L'incontro con Oscar Wilde
Nel 1881 in occasione della pubblicazione del suo volume intitolato Poems ("Poesie") Oscar Wilde inviò all'Oxford Union, una copia dell'opera sperando in un'ammissione alla prestigiosa biblioteca. Qui l'opera venne recensita da Oliver Elton con l'aiuto del giovane Newbolt: nel leggerla ed esporre il proprio giudizio parlavano di immoralità, inconsistenza e affermando che l'opera fosse colma di plagi di autori più importanti.
Morì a Kensington, Londra.

## Opere
- The Old Country (1906)
- The New June (1909)
- The Naval History of the Great War (1920)
- A Ballad of Sir Pertab Singh
- He fell among Thieves
- Admirals All